# IC 4361
IC 4361 је спирална галаксија у сазвјежђу Дјевица која се налази на листи објеката дубоког неба у Индекс каталогу.
Деклинација објекта је - 9° 46' 4" а ректасцензија 14h 4m 7,5s. Привидна величина (магнитуда) објекта IC 4361 износи 14,8 а фотографска магнитуда 15,7. IC 4361 је још познат и под ознакама MCG -2-36-7, PGC 50131.